# Monte Carlo Masters
A Monte Carlo Masters minden év április végén/május elején megrendezett tenisztorna a Franciaországban található Roquebrune-Cap-Martinben, Monaco határában. A versenyt csak férfiak számára rendezik, az ATP World Tour Masters 1000-es tornák közé tartozik. A mérkőzések szabadtéri salakos pályákon folynak. Összdíjazása 2 744 225 €. Összesen 56 teniszező vehet részt, az első nyolc kiemeltnek nem kell játszania az első körben.
Az első versenyt 1897-ben rendezték meg.

## Győztesek (1969 óta)

### Egyéni
| Év   | Győztes                           | Ellenfél a döntőben               | Eredmény a döntőben             |
| ---- | --------------------------------- | --------------------------------- | ------------------------------- |
| 2014 | Stanislas Wawrinka                | Roger Federer                     | 4–6, 7–6(7–5), 6–2              |
| 2013 | Novak Đoković                     | Rafael Nadal                      | 6–2, 7–6(7–1)                   |
| 2012 | Rafael Nadal                      | Novak Đoković                     | 6–3, 6–1                        |
| 2011 | Rafael Nadal                      | David Ferrer                      | 6–4, 7–5                        |
| 2010 | Rafael Nadal                      | Fernando Verdasco                 | 6–0, 6–1                        |
| 2009 | Rafael Nadal                      | Novak Đoković                     | 6–3, 2–6, 6–1                   |
| 2008 | Rafael Nadal                      | Roger Federer                     | 7–5, 7–5                        |
| 2007 | Rafael Nadal                      | Roger Federer                     | 6–4, 6–4                        |
| 2006 | Rafael Nadal                      | Roger Federer                     | 6–2, 6–7, 6–3, 7–6              |
| 2005 | Rafael Nadal                      | Guillermo Coria                   | 6–3, 6–1, 0–6, 7–5              |
| 2004 | Guillermo Coria                   | Rainer Schüttler                  | 6–2, 6–1, 6–3                   |
| 2003 | Juan Carlos Ferrero               | Guillermo Coria                   | 6–2, 6–2                        |
| 2002 | Juan Carlos Ferrero               | Carlos Moyà                       | 7–5, 6–3, 6–4                   |
| 2001 | Gustavo Kuerten                   | Hicham Arazi                      | 6–3, 6–2, 6–4                   |
| 2000 | Cédric Pioline                    | Dominik Hrbatý                    | 6–4, 7–6, 7–6                   |
| 1999 | Gustavo Kuerten                   | Marcelo Ríos                      | 6–4, 2-1 (feladta)              |
| 1998 | Carlos Moyà                       | Cédric Pioline                    | 6–3, 6–0, 7–5                   |
| 1997 | Marcelo Ríos                      | Àlex Corretja                     | 6–4, 6–3, 6–3                   |
| 1996 | Thomas Muster                     | Albert Costa                      | 6–3, 5–7, 4–6, 6–3, 6–2         |
| 1995 | Thomas Muster                     | Boris Becker                      | 4–6, 5–7, 6–1, 7–6, 6–0         |
| 1994 | Andrij Medvegyev                  | Sergi Bruguera                    | 7–5, 6–1, 6–3                   |
| 1993 | Sergi Bruguera                    | Cédric Pioline                    | 7–6, 6–0                        |
| 1992 | Thomas Muster                     | Aaron Krickstein                  | 6–3, 6–1, 6–3                   |
| 1991 | Sergi Bruguera                    | Boris Becker                      | 5–7, 6–4, 7–6, 7–6              |
| 1990 | Andrej Csesznokov                 | Thomas Muster                     | 7–5, 6–3, 6–3                   |
| 1989 | Alberto Mancini                   | Boris Becker                      | 7–5, 2–6, 7–6, 7–5              |
| 1988 | Ivan Lendl                        | Martin Jaite                      | 5–7, 6–4, 7–5, 6–3              |
| 1987 | Mats Wilander                     | Jimmy Arias                       | 4–6, 7–5, 6–1, 6–3              |
| 1986 | Joakim Nyström                    | Yannick Noah                      | 6–3, 6–2                        |
| 1985 | Ivan Lendl                        | Mats Wilander                     | 6–1, 6–3, 4–6, 6–4              |
| 1984 | Henrik Sundström                  | Mats Wilander                     | 6–3, 7–5, 6–2                   |
| 1983 | Mats Wilander                     | Mel Purcell                       | 6–1, 6–2, 6–3                   |
| 1982 | Guillermo Vilas                   | Ivan Lendl                        | 6–1, 7–6, 6–3                   |
| 1981 | Jimmy Connors vs. Guillermo Vilas | Jimmy Connors vs. Guillermo Vilas | 5-5 (nem fejezték be eső miatt) |
| 1980 | Björn Borg                        | Guillermo Vilas                   | 6–1, 6–0, 6–2                   |
| 1979 | Björn Borg                        | Vitas Gerulaitis                  | 6–2, 6–1, 6–3                   |
| 1978 | Raúl Ramírez                      | Tomáš Šmíd                        | 6–3, 6–3, 6–4                   |
| 1977 | Björn Borg                        | Corrado Barazzutti                | 6–3, 7–5, 6–0                   |
| 1976 | Guillermo Vilas                   | Wojtek Fibak                      | 6–1, 6–1, 6–4                   |
| 1975 | Manuel Orantes                    | Bob Hewitt                        | 6–2, 6–4                        |
| 1974 | Andrew Pattison                   | Ilie Năstase                      | 5–7, 6–3, 6–4                   |
| 1973 | Ilie Năstase                      | Björn Borg                        | 6–4, 6–1, 6–2                   |
| 1972 | Ilie Năstase                      | František Pála                    | 6–1, 6–0, 6–3                   |
| 1971 | Ilie Năstase                      | Tom Okker                         | 3–6, 8–6, 6–1, 6–1              |
| 1970 | Željko Franulović                 | Manuel Orantes                    | 6–4, 6–3, 6–3                   |
| 1969 | Tom Okker                         | John Newcombe                     | 8-10, 6–1, 7–5, 6–3             |

### Páros
| Év   | Győztesek                              | Ellenfelek a döntőben                 | Eredmény a döntőben  |
| ---- | -------------------------------------- | ------------------------------------- | -------------------- |
| 2012 | Bob Bryan / Mike Bryan                 | Makszim Mirni / Daniel Nestor         | 6–2, 6–3             |
| 2011 | Bob Bryan / Mike Bryan                 | Juan Ignacio Chela / Bruno Soares     | 6–3, 6–2             |
| 2010 | Daniel Nestor / Nenad Zimonjić         | Mahes Bhúpati / Makszim Mirni         | 6–3, 2–0 feladták    |
| 2009 | Daniel Nestor / Nenad Zimonjić         | Bob Bryan / Mike Bryan                | 6–1, 6–4             |
| 2008 | Rafael Nadal / Tommy Robredo           | Mahes Bhúpati / Mark Knowles          | 6–3, 6–3             |
| 2007 | Bob Bryan / Mike Bryan                 | Julien Benneteau / Richard Gasquet    | 6–2, 6–1             |
| 2006 | Jonas Björkman / Makszim Mirni         | Fabrice Santoro / Nenad Zimonjić      | 6–2, 7–6             |
| 2005 | Lijendar Pedzs / Nenad Zimonjić        | Bob Bryan / Mike Bryan                | visszaléptek         |
| 2004 | Tim Henman / Nenad Zimonjić            | Gastón Etlis / Martín Rodríguez       | 7–5, 6–2             |
| 2003 | Mahes Bhúpati / Makszim Mirni          | Michaël Llodra / Fabrice Santoro      | 6–4, 3–6, 7–6        |
| 2002 | Jonas Björkman / Todd Woodbridge       | Paul Haarhuis / Jevgenyij Kafelnyikov | 6–3, 3–6, [10–7]     |
| 2001 | Jonas Björkman / Todd Woodbridge       | Joshua Eagle / Andrew Florent         | 3–6, 6–4, 6–2        |
| 2000 | Wayne Ferreira / Jevgenyij Kafelnyikov | Paul Haarhuis / Sandon Stolle         | 6–3, 2–6, 6–1        |
| 1999 | Olivier Delaître / Tim Henman          | Jiří Novák / David Rikl               | 6–2, 6–3             |
| 1998 | Jacco Eltingh / Paul Haarhuis          | Todd Woodbridge / Mark Woodforde      | 6–4, 6–2             |
| 1997 | Donald Johnson / Francisco Montana     | Jacco Eltingh / Paul Haarhuis         | 7–6, 2–6, 7–6        |
| 1996 | Ellis Ferreira / Jan Siemerink         | Jonas Björkman / Nicklas Kulti        | 2–6, 6–3, 6–2        |
| 1995 | Jacco Eltingh / Paul Haarhuis          | Luis Lobo / Javier Sánchez            | 6–3, 6–4             |
| 1994 | Nicklas Kulti / Magnus Larsson         | Jevgenyij Kafelnyikov / Daniel Vacek  | 3–6, 7–6, 6–4        |
| 1993 | Stefan Edberg / Petr Korda             | Paul Haarhuis / Mark Koevermans       | 3–6, 6–2, 7–6        |
| 1992 | Boris Becker / Michael Stich           | Petr Korda / Karel Nováček            | 6–4, 6–4             |
| 1991 | Luke Jensen / Laurie Warder            | Paul Haarhuis / Mark Koevermans       | 5–7, 7–6, 6–4        |
| 1990 | Petr Korda / Tomáš Šmíd                | Andrés Gómez / Javier Sánchez         | 6–4, 7–6             |
| 1989 | Tomáš Šmíd / Mark Woodforde            | Paolo Canè / Diego Nargiso            | 1–6, 6–4, 6–2        |
| 1988 | Sergio Casal / Emilio Sánchez          | Henri Leconte / Ivan Lendl            | 6–1, 6–3             |
| 1987 | Hans Gildemeister / Andrés Gómez       | Mansour Bahrami / Michael Mortensen   | 6–2, 6–4             |
| 1986 | Guy Forget / Yannick Noah              | Joakim Nyström / Mats Wilander        | 6–4, 3–6, 6–4        |
| 1985 | Pavel Složil / Tomáš Šmíd              | Shlomo Glickstein / Shahar Perkiss    | 6–2, 6–3             |
| 1984 | Mark Edmondson / Sherwood Stewart      | Jan Gunnarsson / Mats Wilander        | 6–2, 6–1             |
| 1983 | Heinz Günthardt / Taróczy Balázs       | Henri Leconte / Yannick Noah          | 6–2, 6–4             |
| 1982 | Peter McNamara / Paul McNamee          | Mark Edmondson / Sherwood Stewart     | 6–7, 7–6, 6–3        |
| 1981 | Heinz Günthardt / Markus Günthardt     | Pavel Složil / Tomáš Šmíd             | 6–3, 6–3             |
| 1980 | Paolo Bertolucci / Adriano Panatta     | Vitas Gerulaitis / John McEnroe       | 6–2, 5–7, 6–4        |
| 1979 | Ilie Năstase / Raúl Ramírez            | Victor Pecci / Taróczy Balázs         | 6–3, 6–4             |
| 1978 | Peter Fleming / Tomáš Šmíd             | Jaime Fillol / Ilie Năstase           | 6–4, 7–5             |
| 1977 | François Jauffret / Jan Kodeš          | Wojciech Fibak / Tom Okker            | 2–6, 6–3, 6–2        |
| 1976 | Wojciech Fibak / Karl Meiler           | Björn Borg / Guillermo Vilas          | 7–6, 6–1             |
| 1975 | Bob Hewitt / Frew McMillan             | Arthur Ashe / Tom Okker               | 6–3, 6–2             |
| 1974 | John Alexander / Phil Dent             | Manuel Orantes / Tony Roche           | 7–6, 4–6, 7–6, 6–3   |
| 1973 | Juan Gisbert Sr. / Ilie Năstase        | Georges Goven / Patrick Proisy        | 6–2, 6–2, 6–2        |
| 1972 | Patrice Beust / Daniel Contet          | Jiří Hřebec / Frantisek Pala          | 3–6, 6–1, 12-10, 6–2 |
| 1971 | Ilie Năstase / Ion Țiriac              | Tom Okker / Roger Taylor              | 1–6, 6–3, 6–3, 8–6   |
| 1970 | Marty Riessen / Roger Taylor           | Pierre Barthès / Nikola Pilić         | 6–3, 6–4, 6–2        |
| 1969 | Owen Davidson / John Newcombe          | Pancho Gonzales / Dennis Ralston      | 7–5, 11-13, 6–2, 6–1 |